# Egipat pod Asirijom
Egipat je pod asirskom vlašću bio od njegova osvajanja (671. pr. Kr.) do Psamtikovog ustanka. Najzaslužniji za osvajanje Egipta je svakako asirski vladar Asarhadon, koji je i sam poduzeo taj podhvat. No bitnu ulogu imaju i njegovi prethodnici (Tiglatpileser III., Sargon II., itd.) bez kojih Asirija zasigurno ne bi postala ono što je tada bila - najjača država na Bliskom Istoku. Država koja je uz svoj izvorni teritorij oko grada Ašura obuhvaćala i Elam, cijelu Mezopotamiju, Urartu, Ciliciju, Siriju, Feniciju, Palestinu i naposljetku Egipat.

## Vojno-političko stanje prije asirske ekspanzije
Povijest bliskog Istoka je kroz prvo tisućljeće prije Krista dominirano Novoasirskim Carstvom i njegovom ekspanzijom te nametanjem svoje volje nad susjednim državama, tako i nad Egiptom. Početkom tisućljeća Asirija se nalazila u teškoj situaciji zbog stalnih napada Aramajeca, tek dolaskom Asurbdana II. Asirija nadjačava Aramejce te osvaja nekoliko važnih aramejskih gradova. Godine 884. pr. Kr. Asiriji je vraćena ona terirorijalna veličina koju je imala za vrijeme Tiglatpileseroma I. Tadašnji vladar Asurnasirpal II. to uspijeva uvodeći vladareve namjesnike u razne dijelove carstva, prijestolnicu je iz Ašura prebacio u Nimrud. Njegov nasljednik, Salmanasar III. (858. – 824. pr. Kr.), je nadmašio prethodnika glede teritorijalne veličine Asirije, osvaja Ciliciju s čime je došao do prirodnih bogatstava planine Taura, natjerao je jeruzalemskog kralja da mu plaća danak. Značajna godina za Asiriju je 745. pr. Kr. jer je na prijestolje došao Tiglatpileser III., koji u već oslabljenom Novoasirskom Carstvu uvodi red te jača vojsku. U više pohoda osvaja male aramejske kneževine u sjevernoj Siriji. Nakon što je porazio također i državu Urartu (735.), on se okreće borbama protiv aramejskih plemena u Babiloniji. Prvi je asirski vladar koji se proglasio i kraljem Babilonije – pod imenom kralja Pul.
Godine 721. pr. Kr. je ponovno na prijestolje došao jedan moćan vladar – Sargon II.
Pod vladavinom Sargona II. vođene su sjajne vojne pobjede protiv aramejskih država u Siriji i Babiloniji, protiv Palestine i protiv Urarta, kojega je Sargon zauvijek uspio razbiti. On se također poput Tiglatpilesera III. proglasio babilonskim kraljem.
Egipatski faraon Šabaka je osujetio prijeteću asirsku opasnost pod vostvom Sargona II., zbog toga je što prije ustupio u dobre diplomatske odnose sa Sargonom, čak mu je i slao darove, ni Sargon se nije suzdržao od slanja darova. Sargon II. je 705. poginuo u jednom vojnom pohodu, naslijedio ga je njegov sin Sanherib (704. – 681. pr. Kr.). Sanherib je na početku svoje vladavine bio suočen s veoma teškim stanjem u državi, pokrajine koje su plaćale danak podigli su opći ustanak, da bi smirio situaciju najprije je napadao donju Mezopotamiju u čemu i uspijeva. Na nagovor egipatskog faraona Šabake (701. – 690. pr. Kr., nasljednik Šabake) judejski kralj Ezekije, ali i Sirija otkazali su poslušnost Sanheribu, računajući na pomoć iz Egipta. Zaista, Šabataka je poslao jednu svoju vojsku pod vodstvom Taharke u Palestinu. Sanherib je protiv Ezekije vodio opsadni rat, tijekom kojega je istjerao veliki broj ljudi iz Palestine. Ezekije je napokon zatražio mir, poslao je u Asiriju svakakvo blago, također i vlastite kćeri. Međutim, asirsku vojsku je poharala kuga, vojska je bila desetkovana i Sanherib se morao povući. Nije došlo do sukoba između asirske vojske i egipatske vojske pod vodstvom Taharke. Na taj način spašen je i Egipat od daljneg prodora Asiraca u njihovu zemlju. Slijedilo je nekoliko godina mira, nakon kojih se Sanherib ponovno sukobio s Elamom i Babilonijom. Nad Babilonom je učinio dotad neviđeno zlodjelo, potpuno ga je razorio a stanovnike pobio i deportirao. Sam Sanherib je bio žrtva nasilja, ubijen je 681. pr. Kr.
Pretpostavlja se da je njegov nasljednik i sin Asarhadon bio umiješan u ubojstvo. Asarhadon je najprije trebao poraziti svoju polubraću koji su zbog dobi imali veće pravo na nasljedstvo. Asarhadon ih je vojno porazio u bitci kod Malatije. Nakon bitke ih je zarobio, otpremio u Ninivu, te ih tamo sa svojim pristašama osudio. U državu je uveo red. To su događaji u Asiriji neposredno prije ekspanzije prema Egiptu. U Egiptu je stanje bilo drugačije, poslije smrti Šabatake 690. pr. Kr. na prijestolje je došao Taharka, isti onaj Taharka koji je poveo vojsku protiv Asirije u Palestinu. To je bio vladar koji je dobro poznavao asirke namjere, zbog toga je proveo razne mjere sigurnosti, u prvom redu su to bila sklapanja savezništva s azijskim zemaljama, konkretno s raznim asirskim vazalima. Zbog toga je Taharka svoju prijestolnicu prebacio u Tanis u Delti, da bude bliže azijskim zemljama. Grad Sidon je pod nagovorom Egipta digao ustanak protiv asirske vlasti, buna je ugušena u krvi, ne samo u Sidonu, također i u Tiru koji je bio saveznik Egipta. Sukob između Asirije i Egipta postao je neizbježan.

## Pohod Asarhadona na Egipat
Da bi spriječio daljni utjecaj Egipta na područja asirskog strateškog interesa, Asarhadon se odlučio na vojni pohod 674. pr. Kr. godine. No Taharka je unatoč svemu uspio poraziti Asarhadonovu vojsku na samom početku pohoda. Međutim, to nije bio kraj pohoda protiv Egipta. Asirska je vojska pod zapovjedništvom „turtana“ Ša-Nabu-šua 671. pr. Kr. ponovno krenula na Egipat. Ubrzo je došla do same egipatske granice, od koje joj je do Memfisa trebalo svega 15 dana, u tih 15 dana egipatska obrana je bila potpuno slomljena. Kad su asirske snage ušle u Memfis najprije su ga opljačkali i onda spalili, u Ninivu je odveden bogat plijen. Asarhadon je s time dostigao veličanstvenu pobjedu, u to vrijeme je imao carstvo respektabilnih razmjera, obuhvaćalo je cijelu Mezopotamiju, skoro cijelu Malu Aziju, Siriju, Palestinu i Egipat od delte do Memfisa. Dakle osvojen je cijeli Donji Egipat, dalje nije išao zbog toga da ne udalji vojsku previše od Asirije. Od tada su Egiptom upravljala 22 okružna glavara koja su plaćali danak. Što se tiče samog Taharke, on je uspio da se spasi, bježeči prema jugu zemlje. Sama Theba mu je priznavala vlast i slala mu darove u strahu da je ne pogodi ista sudbina kao i Memfis. Asarhadon se vratio u Asiriju pun slave i ponosa, kako nam to pokazuje natpis koji je dao urezati na jednoj klisuri kod Nahr el Kelba u Siriji, zatim kod Samala i Tell el Amarne. Na tim natpisima Asarhadon je prikazan kao div, a njegovi neprijatelji kao maleni ljudi koji kleču pred Asarhadonom, često ih on i drži na uzici.
Asarhadon se nakon te veličanstvene pobjede vratio u Asiriju, Taharka je tu priliku iskoristio te je podigao opći ustanak u Egiptu protiv asirske vlasti. Taharka je na svoju stranu pridobio mnoge deltske knezove, ustanak je uspio te je osvojio i Memfis (669. pr. Kr.). Kad je Asarhadon čuo za nove nevolje u Egiptu odlučio se vratiti natrag i Taharku ponovno poraziti, no nikada nije stigao u Egipat, umro je tijekom putovanja. Asarhadona je naslijedio njegov sin Asurbanipal. Asurbanipal je bio posljednji veliki asirski vladar, godišnjaci ga spominju kao velikog vojskovođu pod čijim je vodstvom Ašur ponovno ulazio u zlatno doba svoje povijesti. Kao i prethodnik imao je također namjeru da osvoji Egipat, zbog toga je organizirao jednu veliku vojsku s namjerom da konačno porazi Taharku. Ta vojska je ubrzo osvojila svu Deltu, najprije je pao Memfis, zatim i Theba. Grad Theba je i ovog puta bila pošteđena razaranja, zahvaljujući mudrome gradskom poglavaru Mentuemhatu. Nakon što je Taharka umro (664. pr. Kr.), nasljedio ga je njegov nećak Tanutamon. On je pokušao osloboditi Egipat od asirske vlasti, zbog toga provali u Donji Egipat i osvoji Memfis. No Memfis je morao napustiti zbog činjenice da je Asurbanipal poslao novu vojsku koju ne bi bio kadar savladati. Tanutamon se povukao u Napatu. Asirska je vojska nakon ponovnog osvajanja Memfisa krenula prema Thebi. Grad je osvojen, no ovog se puta nije mogao spasiti od pljačke koja je zatim usljedila. Sami asirski kroničari opisuju da je to bila nevjerojatna pljačka grada. Asirci su spalili i uništili goleme hramove te odveli veliki broj stanovnika u roblje.
„Uništen je i opljačkan jedan od najbogatijih gradova staroga svijeta, u kojemu se egipatski vladari kroz stoljeća unosili zlato i skupocjeno kamenje na dar Amonu i drugim bogovima, u kojem su vrhovi obeliska bili zlatnim pločama, stotine kilogramima teškim, optočeni, s kipovima od skupocjenog kamenja, zlata i bronce, s nakitima koji su raskošno pokrivali kipove bogova i božica, s blagajnom boga Amona, najbogatijom u Egiptu, a možda i na cijelom Orijentu.“ (Grga Novak, Egipat).

## Psametihov ustanak i kraj asirske vlasti nad Egiptom
Među 12 knezova (dodekarhija) koji su vladali Egiptom u ime Asirije, najjači i najugledniji knezovi bili su saiski knezovi. Jedan od tih knezova bio je i Psametih, sin Nekaoa I. (kojeg je Tanutanom dao pogubiti), koji je digao ustanak protiv Asiraca. Razlozi ustanka dan danas nisu razjašnjeni jer se ne raspolaže s dovoljno izvora iz kojih bi se dalo zaključiti neki razlozi, postoje samo pretpostavke. Herodot o tim događajima tumači sljedeće: „Oslobodivši se Egipćani poslije kraljevanja svećenika Hefestova, razdijele cijeli Egipat na 12 dijelova pa postave 12 kraljeva (jer nijesu nikad mogli bez kraljeva živjeti). Ti se kraljevi jedan od drugoga ožene pa odluče kraljevati držeći se ovih zakona: da neće svrgavati jedan drugoga ni nastjati da bi imao jedan više od drugoga; nego da će biti najbolji prijatelji. A stoga su se išli o tom dogovarati te su se dogovora tvrdo držali, što im je proročište odmah u početku, kad su sjedali na prijestolje, bilo proreklo, da će onaj od njih cijelim Egiptom vladati, koji iz mjedene zdjele izlije žrtvu u hramu Hefestovu.“ (Herodot, o. c., II knjiga 147, str. 148). Kao i svake godine 12 su se knezova sastali u hramu Hefestovu, kad je trebalo pridonijeti žrtve svećenik je donio samo 11 umjesto 12 zlatnih zdjelica. Psametih, nemajući zdjelicu, skine kacigu, koja je bila mjedena, i upotrijebi nju umjesto zdjelice. Prvi dio proročanstva se ispunio. Kad su ostali knezovi to vidjeli, pripali su se, te su Psametiha prognali u sjeverni dio Delte. Međutim, u to doba je lidijski kralj Gig, s kojim je Psametih već prije sklopio tajni sporazum o savezništvu protiv Asirije, poslao Psametihu u pomoć jonske i karanske čete. Savez je bio sklopljen jer je Gigu, zapravo glavnom lidijskom gradom Sardesu, stalno prijetila asirska opasnost. Zato je on tražio moćnog saveznika (Psametiha) koji bi u povoljnom trenutku s njim skupa ratovao protiv Asirije. S tim pojačanjima Psametih je imao prvi preduvjet za stvaranje efikasne vojske, prisilio je ostale knezove na poslušnost. Borba protiv knezova je ujedno bila i borba protiv asirskih postrojbi u Egiptu. U isto vrijeme je Gig, dosadašnji saveznik Asirije, otkazao poslušnost asirskom kralju. Elamci su podigli ustanak u Babiloniji. „Asurbanipal umio je ukloniti jednog po jednog protivnika, bilo intrigama bilo ratovima. Babilon se morao predati nakon trogodišnje opsade, ali nije bio opljačkan. Zemlja je opet dospjela pod asirski nadzor. Zatim je Asurbanipal prisilio Elamite da se nakon niza teških poraza potpuno predaju, a i Arapi su zbog svoje pomoći Babilonu morali plaćati danak. Asurbanipal se tada povuće na sjever, gdje je sklopio savez s državom Urartu koja se bojala Kimerijaca i sakasenskih Skita.“ (Du Ry van Beest Holle, Gerard. Velika ilustrirana povijest svijeta, str. 1180-1181).
Nakon što je Psametih ukinuo asirsku vlast nad Egiptom, krenuo je dalje prema sjeveru, asirsku je vojsku potisnuo sve do grada Ašdoda. Nije ga uspio osvojiti, međutim egipatska je vojska u ofenzivi, dok asirska vojska slabi kao i asirska država. To je posebno došlo do izražaja nakon Asurbanipolove smrti. Njegovi nasljednici nisu uspjeli vratiti staru slavu Asiriji. Asirija je potpuni slom doživjela 609. godine prije Krista.

## Korištena literatura
- Bleicken, Jochen. Povijest svijeta, Split: Marjan tisak, 2005.
- Du Ry van Beest Holle, Gerard. Velika ilustrirana povijest svijeta, Rijeka : "Otokar Keršovani", 1974. – 1979.
- Heršak, Emil. Drevne seobe: prapovijest i stari vijek, Zagreb: Školska knjiga, 2005.
- Novak, Grga. Egipat: Prethistorija, faraoni, osvajači, kultura, Zagreb: Izdavački zavod Jugoslavenske akademije znanosti i umjetnosti, 1967.